# Церковь Благовещения в Тайнинском
Церковь Благовещения Пресвятой Богородицы в Тайнинском — православный храм в городе Мытищи Московской области, в бывшем селе Тайнинском. Входит в состав Мытищинского благочиния Сергиево-Посадской епархии Русской православной церкви. Храм расположен на высоком берегу реки Яузы.

## История
Первые упоминания о деревянной церкви при государевом путевом дворце на дороге к Троице-Сергиеву монастырю относятся к 1628 году. Само село Тайнинское известно с начала XV века, оно стояло на популярном царском пути к монастырю. До современного каменного храма в селе была старая деревянная церковь.

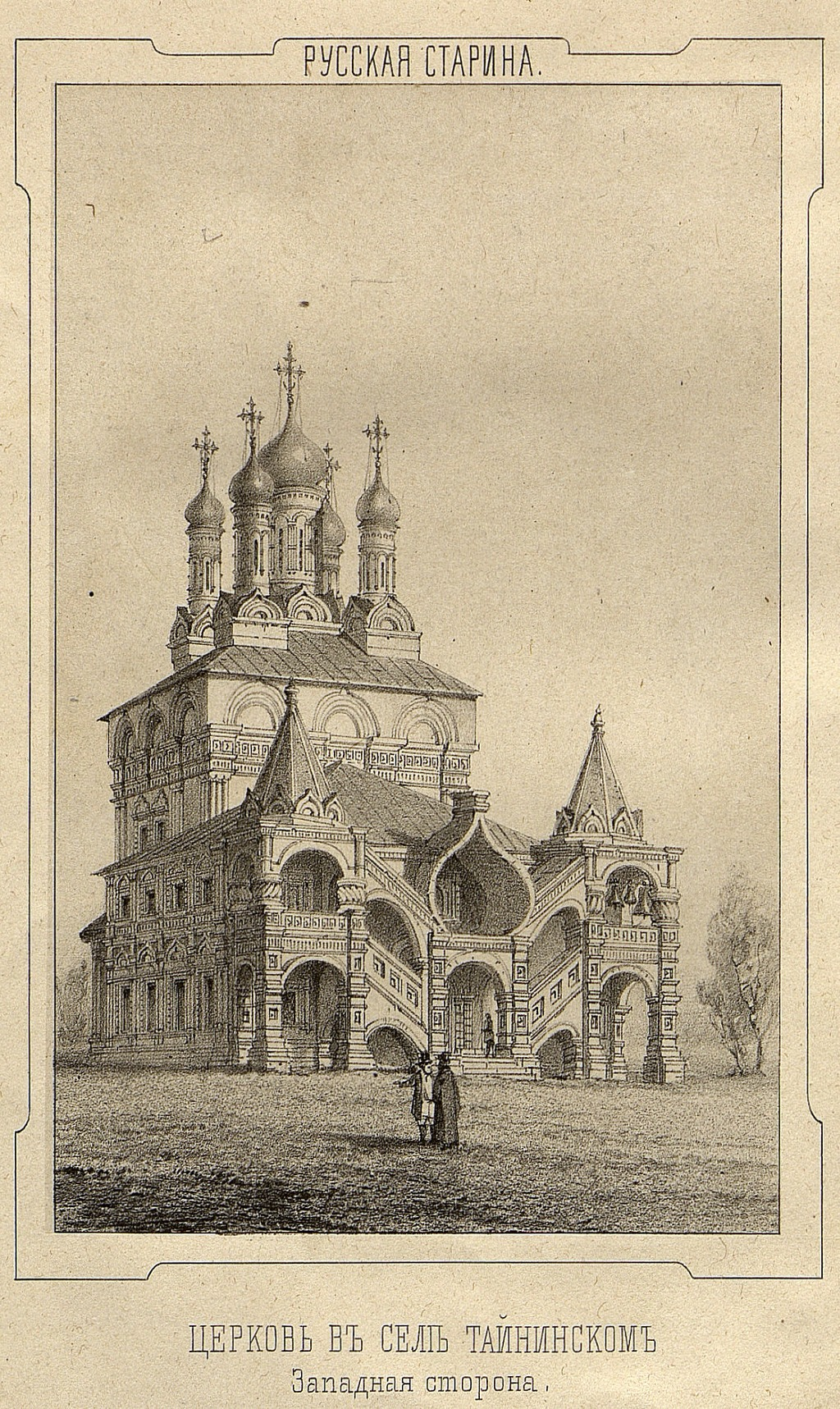
Церковь в 1840-е гг.

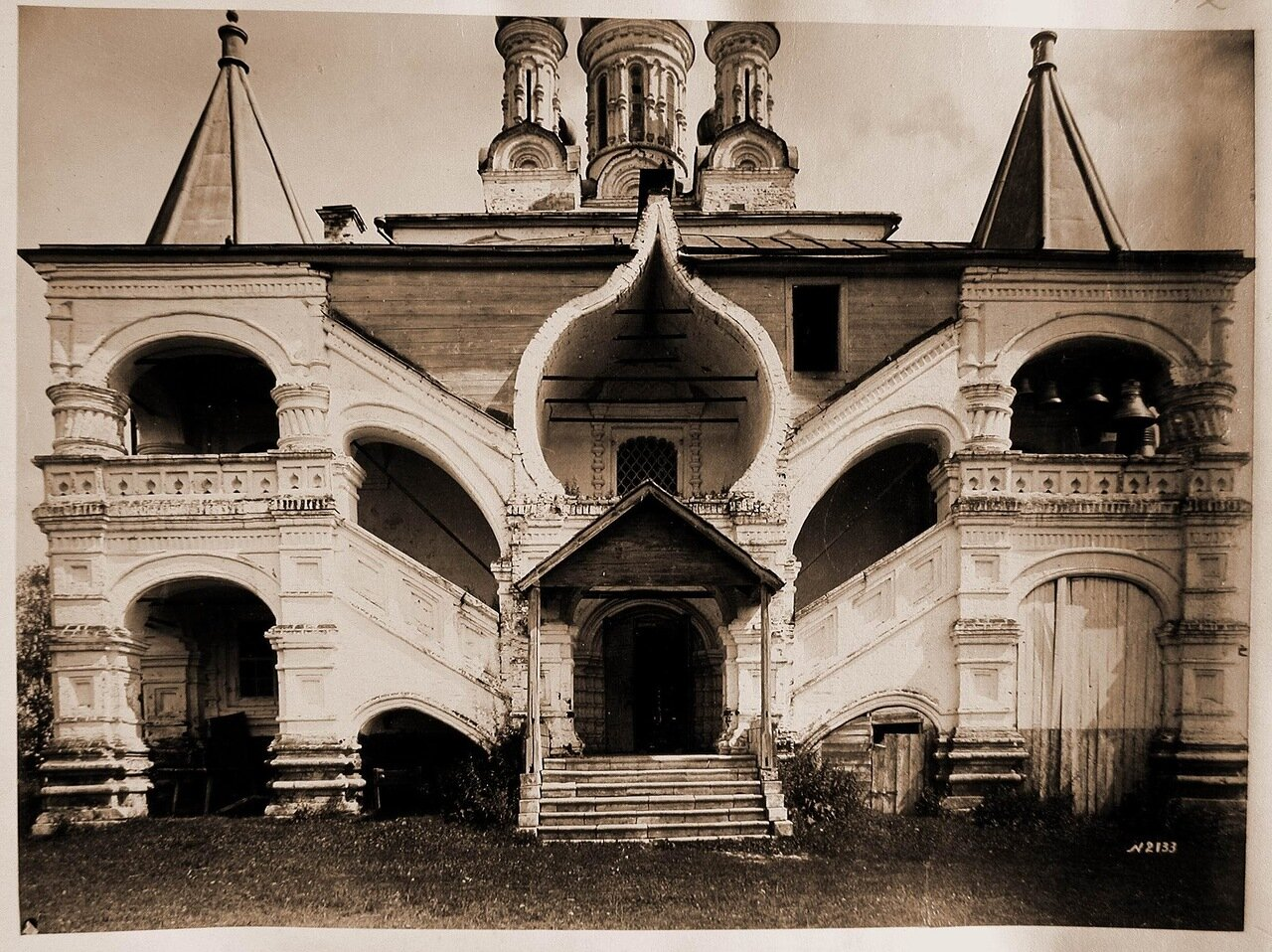
Церковь в 1890-е гг.

В 1675 году по указу царя Алексея Михайловича на месте деревянного храма началось строительство каменной церкви, которое завершилось в 1677 году. Церковь получилась достаточно оригинальной в стиле русского узорочья — пятиглавая без поддержки внутренних четырёх столбов, с тремя рядами кокошников. Перед церковью была построена трапезная с шестью столбами, на которых располагаются хоры. На хоры идут две наружные большие лестницы (судя по их размерам, церковь была построена как придворная).
Церковь входила в состав дворцового комплекса путевого дворца. Подобные храмы были построены в других путевых резиденциях царя, Котельниках (по дороге в Коломну) и Алексеевском (также на пути в Троице-Сергиев монастырь).
В 1751 году по указу императрицы Елизаветы Петровны в северной части трапезной был устроен, а в 1763 году освящен придел Святых Захарии и Елисаветы
В 1812 году храм был разграблен французскими войсками, там была устроена конюшня. Сохранился иконостас времён Елизаветы Петровны. На западной стене церкви в 1860—1877 годах была нарисована копия картины А. Иванова «Явление Христа народу». Третий ряд кокошников над трапезной над центральным крыльцом был срублен в первой половине XIX века (восстановлен в 1970-е гг).
В 1882 году на средства благотворителей был устроен новый придел — в честь Святого пророка Илии. Он помещается в южной части трапезной.
В 1929 году советскими властями храм был закрыт: в нём разместили клуб, потом хлебный магазин, общежитие, мясной цех, склад утильсырья, фабрику декоративной игрушки, столярную мастерскую. В 1970-е годы была проведена серьёзная реставрация, вернувшая отчасти старинный внешний вид (третий средний ряд кокошников).
В сентябре 1989 года храм возвращён Русской православной церкви, заново освящён и открыт для богослужений. Также была проведена реставрация. В южной части наружного крыльца в правой башенке устроили снова звонницу.

## Архитектура

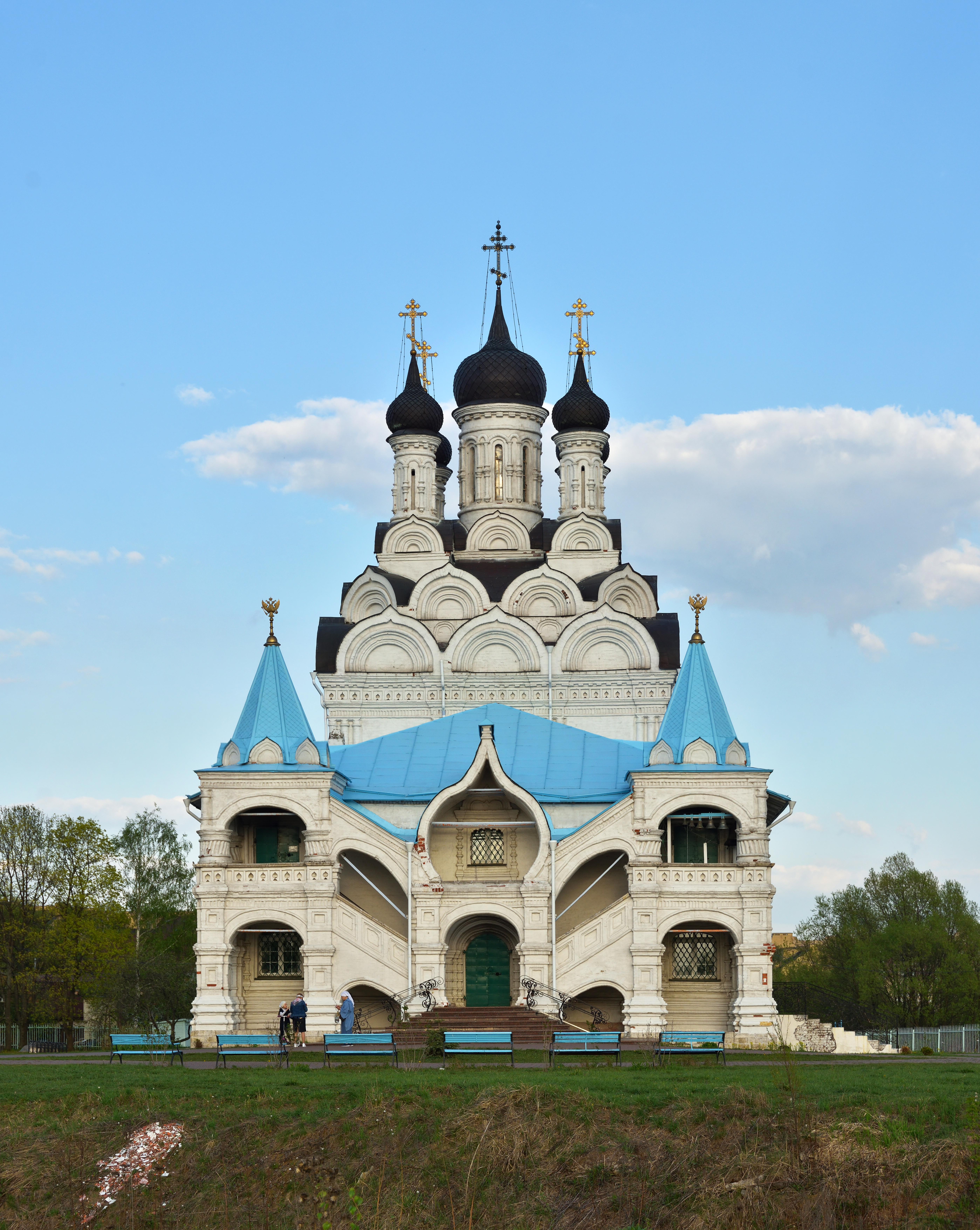
Современный вид церкви.

Храм, сохранивший своё устройство до нашего времени, состоит из трапезной с хорами, четверика и алтарной части. Алтарная часть состоит из трёх апсид. Храм имеет пять глав — одну большую и четыре маленькие.
Одной из главных достопримечательностей храма является его крыльцо, не имеющее аналогов в древнерусском каменном зодчестве: от его центральной площадки, перекрытой каменной «бочкой», расходятся две симметричные лестницы (с тремя рундуками) на верхние площадки перед входами на хоры. Над верхними площадками возвышаются кирпичные шатры.
Специалисты указывают, что здесь, без сомнения, имеет место заимствование форм деревянного зодчества. В первоначальном виде храм имел богатые внешние украшения, не восстановленные после современной реставрации. Красота и оригинальность форм храма, богатство стенных украшений ещё до революции обратили на себя внимание специалистов и любителей русского искусства.